# Craneorraquisquisis

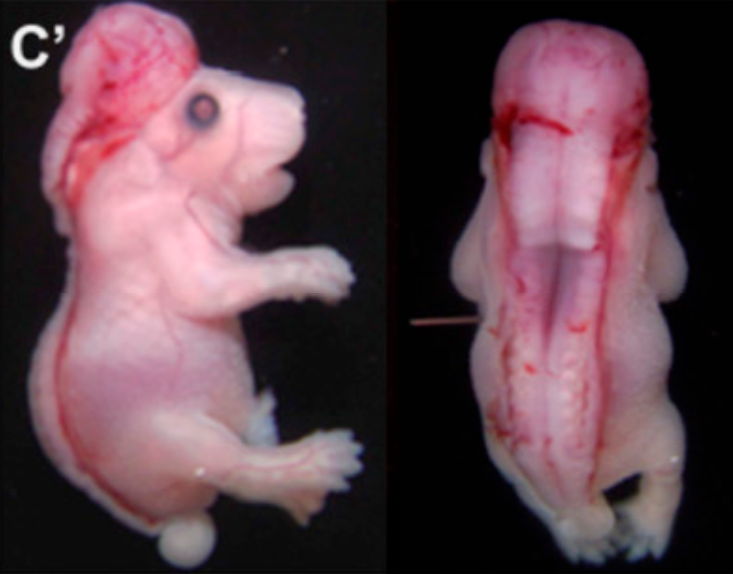
Embrión de ratón, día 18,5 con craneoraquisquisis

La craneorraquisquisis es una anomalía congénita grave del tubo neural presente desde el momento del nacimiento. Se caracteriza por un defecto en el cierre del tubo neural, de tal forma que el cerebro y la médula espinal están abiertos al exterior en grado variable. La presentación más grave se llama craneorraquisquisis totalis y en ella existe ausencia de cerebro parcial o total (anencefalia) y espina bífida completa. La mayoría de los casos se presentan en abortos espontáneos. La causa que provoca esta malformación es desconocida, se cree que el origen es multifactorial, interviniendo probablemente factores genéticos y ambientales. Algunas de las causas conocidas son la deficiencia de ácido fólico durante el embarazo, el tratamiento durante el periodo de gestación con ácido valproico y los antecedentes familiares.